# 萨莱拉诺卡纳韦塞
萨莱拉诺卡纳韦塞（義大利語：Salerano Canavese），是意大利都灵省的一个市镇。总面积2平方公里，人口542人，人口密度271.0人/平方公里（2009年）。ISTAT代码为001233。